# قطعنامه ۱۳۰۸ شورای امنیت
قطعنامه ۱۳۰۸ شورای امنیت سازمان ملل متحد که در تاریخ ۱۷ ژوئیه ۲۰۰۰ تصویب شد، سندی بین‌المللی دربارهٔ مسئولیت شورای امنیت در حفظ صلح و امنیت بین‌المللی: ایدز و عملیات پاسداری از صلح جهانی است. این قطعنامه طی نشست ۴۱۷۲ام با ۱۵ رای موافق، ۰ مخالف و ۰ ممتنع تصویب شد.